# Toxorhina (Ceratocheilus) tasmaniensis
Toxorhina (Ceratocheilus) tasmaniensis is een tweevleugelige uit de familie steltmuggen (Limoniidae). De soort komt voor in het Australaziatisch gebied.